# Applikationspflicht
Die Applikationspflicht ist in der römisch-katholischen Kirche die Verpflichtung bestimmter Kleriker, an Sonntagen und Gebotenen Feiertagen die Messe für die Lebenden und Verstorbenen ihres Seelsorgebereichs zu feiern (Messintention).
Nach 388  CIC muss ein Diözesanbischof von der Inbesitznahme seines Bistums an eine Messe für die Lebenden und Verstorbenen seines Bistums an allen Sonntagen und gebotenen Feiertagen persönlich feiern. Ist er verhindert, kann ein anderer Bischof oder Priester die Verpflichtung übernehmen oder er muss die Messe sobald möglich nachholen. Sollte ihm ein weiteres Bistum anvertraut sein, reicht eine Messe für alle Teilkirchen. Sollte ein Bistum vakant sein, hat der Diözesanadministrator nach 429  CIC die Messe zu applizieren.
Für einen Pfarrer ergibt sich die Verpflichtung aus 534  CIC. Falls ihm mehrere Pfarreien anvertraut sind, muss er für alle Pfarreien nur eine Messe feiern. Ist er verhindert, kann ein anderer Priester die Verpflichtung übernehmen oder er muss die Messe nachholen. Falls eine Pfarrei durch mehrere gleichberechtigte Priester geleitet wird, haben sie nach 543  CIC in einer Ordnung sicherzustellen, dass die Applikationspflicht erfüllt wird. Falls der Pfarrer abwesend ist, hat der Pfarrvikar die Messe für seine Gläubigen zu feiern. In der Tridentinischen Messe wurde sie als Missa parochialis bezeichnet und war in der Regel eine Missa cantata.
Die Applikationspflicht ist einer der Gründe, aus denen ein Priester die Annahme eines Messstipendiums ablehnen darf. Wird ein Messstipendium angenommen, besteht auch für dieses die Plicht zur Applikation.